# コナガ
コナガ（小菜蛾、Plutella xylostella）は、チョウ目（鱗翅目）コナガ科に属する昆虫の一種。原産地は西アジア（地中海沿岸）で、現在は熱帯から寒帯まで全世界的に広範囲に分布する。アブラナ科植物を食害し、農業上、重要害虫である。

## 形態
成虫は体長約10mm。体色は灰褐色で、雄成虫の背面に白色の菱状斑紋があり、英名のDiamondback mothの由来となっている。
卵は淡黄色で、長径が約0.5mmの楕円形。
幼虫は淡緑色のやや紡錘形で、4齢目には体長約10mmとなる。若齢のうちは鮮やかな緑色であるが、齢が進むと濃い緑色～緑褐色となる。
蛹は体長約6mmで、色は個体により異なり緑色、淡褐色、黒色などである。

## 生態
成長が早く、年間の発生回数は、寒冷地で5回程度、暖地では年間10回以上におよぶ。越冬形態は、寒冷地では蛹、暖地では蛹の他に幼虫や成虫が存在して冬期間も成長を続ける。
幼虫による食害を受けやすい作物は、キャベツ、ブロッコリー、カブ、カリフラワー、コマツナ、ダイコン、チンゲンサイ、ハクサイ、ミズナ、メキャベツ、ワサビ、ルッコラ、クレソン、タカナ（高菜）、菜の花（菜花）、ハボタン、ストック等とされる。

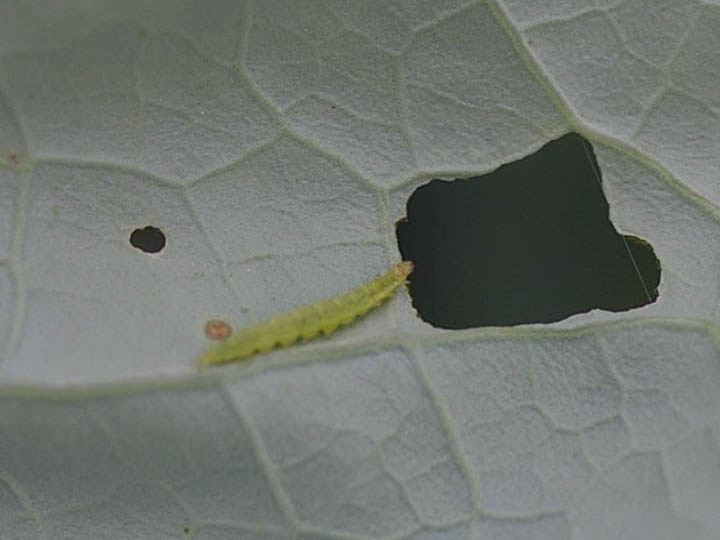
ブロッコリーを食害するコナガの幼虫

## 防除
重大な農業害虫であり、防除は必須である。有機リン剤、合成ピレスロイド剤、BT剤、IGR剤のチョウ目対象の殺虫剤で防除されているが、いずれの系統の薬剤に対しても、抵抗性を獲得した個体が確認されている。特にBT剤については、薬剤抵抗性が確認された最初の害虫である。
天敵である寄生バチを利用した防除も研究されている。日本の名城大学などは2020年、コナガに食害されたキャベツが放出するコナガサムライコマユバチの誘因成分をブレンドし、ハウス内の被害を抑えることに成功したと発表した。